# Donald Brown (antropólogo)
Donald Edward Brown é um professor americano de antropologia (emérito).

## Obra
Ele trabalhou na Universidade da Califórnia, Santa Bárbara. É mais conhecido por seu trabalho teórico sobre a existência, características e relevância dos universais culturais. Sua monografia Human Universals (1991) descreve as estruturas culturais universais por trás de comportamentos específicos e foi bem recebido e elogiado no campo da antropologia e das ciências sociais em geral. Suas ideias foram mencionadas por Francis Fukuyama e Steven Pinker, dentre outros. Pinker o cita extensivamente em um apêndice de Tábula Rasa (2002), onde Pinker cita algumas das centenas de universais listados por Brown.
Ele também é reconhecido por sua monografia no campo da historiografia do Brunei.

## Publicações
Livros
- Brunei: The Structure and History of Bornean Malay Sultanate (Brunei Museum, 1970)
- Hierarchy, History, and Human Nature: The Social Origins of Historical Consciousness. University of Arizona Press, 1988.
- Human Universals. New York: McGraw-Hill, 1991.

Artigos
- 'Human Nature and History'. History and Theory 38 (1999): 138–157.
- 'Human Universals and their Implications'. In N. Roughley (ed.), Being humans: Anthropological Universality and Particularity in Transdisplinary Perspectives. New York: Walter de Gruyter, 2000.
- 'Human Universals, Human Nature & Human Culture'. Daedalus 133 (2004): 4, 47.

Entradas de enciclopédia
- 'Human Universals'. In Robert A. Wilson and Frank C. Keil (eds). The MIT Encyclopedia of the Cognitive Sciences. Cambridge, Massachusetts: MIT Press, 1999.
- 'Human Universals'. Encyclopedia of Cultural Anthropology. New York: Henry Holt. Vol. 2, pp. 607–12.
- 'Human Universals'. Theory in Social and Cultural Anthropology: An Encyclopedia. Eds. Jon McGee and Richard L. Warms. Thousand Oaks, CA: Sage Publications. pp. 410–13.